# 帽子収集狂事件
『帽子収集狂事件』（ぼうししゅうしゅうきょうじけん、原題：The Mad Hatter Mystery）は、アメリカの推理作家ジョン・ディクスン・カーによる推理小説。発表は1933年。ギデオン・フェル博士ものの長編第2作目にあたり、カーの代表作の1つである。

## あらすじ
ロンドンで「マッド・ハッター」（いかれ帽子屋）による連続帽子盗難事件が発生しているさなか、エドガー・アラン・ポーの未発表原稿の盗難事件が発生した。ギデオン・フェル博士がその捜査にとりかかろうとした矢先に、ロンドン塔で他殺体が発見され、その頭には盗まれたはずの帽子がかぶされていた。

## 主な登場人物
ウィリアム・ビットン卿
引退した政治家
レスター・ビットン
ウィリアム卿の弟、実業家
ローラ・ビットン
レスターの妻
シーラ・ビットン
ウィリアム卿の娘
フィリップ・ドリスコル
ウィリアム卿の甥、新聞記者
メイスン将軍
ロンドン塔の副長官
ロバート・ダルライ
メイスン将軍の秘書、シーラの婚約者
パーカー
メイスン将軍の従卒
ジュリアス・アーバー
実業家にしてアメリカ人の古書収集家
アマンダ・ラーキン
タヴィストック荘に住む未亡人
マークス
ウィリアム卿の従者
ホッブス
ビットン邸の執事
ランポール
アメリカ青年
ハドリー警部
ロンドン警視庁犯罪捜査課の主任警部
ギデオン・フェル博士
名探偵

## 作品の評価
- カーの作品は密室ものを中心とした不可能犯罪を題材としたものが多いが、江戸川乱歩は本作を「密室以上の不可能トリック」を案出した作品として高く評価し、カーの作品中ではベスト1[1]、また「黄金時代ミステリーBEST10」の7位に挙げている[2]。
- 横溝正史は、『帽子狂の殺人』（本作のこと）と『死人を起こす』（" To Wake the Dead "。創元推理文庫版 『死者はよみがえる』、ハヤカワ・ポケット・ミステリ版は『死人を起こす』）、および『プレーグ・コートの秘密』（カーター・ディクスン名義の『プレーグ・コートの殺人』）の3作がこれまで読んだカーの作品の中で「ほとんど甲乙なしに面白かった」と評している[3]。
- 後年、江戸川乱歩は『続・幻影城』において「カーは思ったほど日本の読者に受けなかった」と書き、その理由にひとつとして「私の前触れが大きかった」と事前に褒めすぎた反動ではないかと推測している。

## 補足
- 本作の日本語訳の初出は『別冊宝石』1950年8月号に掲載された高木彬光訳の『帽子蒐集狂事件』である。原題にはない「収集（蒐集）」という言葉が加えられるようになったのはこのときからであり、それ以前には例えば横溝正史は前述のとおり本作を『帽子狂の殺人』と記していた[4]。以後出版された新潮文庫版、集英社文庫版、創元推理文庫版のいずれも、高木の訳題を踏襲している。
- 「マッド・ハッター」（いかれ帽子屋）は、ルイス・キャロルの『不思議の国のアリス』（1865年）のキャラクターに由来するもので、「マッド・ハッター」に気をつけるよう忠告されたフェル博士が、忠告した相手が同じく『アリス』のキャラクターである「三月ウサギ」[5]と呼ばれているのではないかと返している場面がある。

## 他作品との関連
- 本作が発表された当時はシルクハットが紳士の外出時の必携品であり、これに着目した作品として本作より以前に、殺された被害者の所持品から帽子が盗まれた謎を描いたエラリー・クイーン著『ローマ帽子の謎』（1929年）がある。
- 本作を高く評価していた横溝正史は、長編『獄門島』や、短編『車井戸はなぜ軋る』の中で本作のトリックをアレンジして用いている。
- 本作を翻訳した高木彬光は、長編『魔弾の射手』で本作のトリックを参照している。